# Хакстепп, Салли-Энн
Салли-Энн Хакстепп (англ. Sallie-Anne Huckstepp; 12 декабря 1954 — 6 февраля 1986, Парк Сентенниал, Новый Южный Уэльс, Австралия) — австралийская проститутка и информатор о коррупции в полиции, ставшая жертвой убийства. Она привлекла к себе внимание в 1981 году заявлениями о коррупции в полиции в Сиднея.

## Биография
Салли-Энн Кривошоу родилась в еврейской семье из среднего класса. В детстве посещала среднюю школу Довер-Хайтс, затем колледж Мориа в Сиднее. Салли бросила школу в возрасте 17 лет и вышла замуж за Брайана Хакстеппа. После поездки в Калгурли муж попросил её стать проституткой, чтобы поддерживать свою героиновую зависимость. Позже они вернулись в Сидней, где Хакстепп продолжала заниматься проституцией, и в конце концов, у неё появилась собственная героиновая зависимость.
В 1981 году Хакстепп познакомилась с Уорреном Ланфранчи, завязав с ним роман впоследствии. Ланфранки был торговцем героином, который работал с Недди Смитом.
15 июля 1981 года Хакстепп в сопровождении своего отца Джека Кривошоу и адвоката отправилась в штаб-квартиру полиции Нового Южного Уэльса на Колледж-стрит, Дарлингхерст, где встретилась с детективом-инспектором Ральфом и детективом Рейтом из Нью-Юга. Отдел внутренних дел полиции Уэльса. Хакстепп сделала следующее заявление, которое в конечном итоге помогло создать Независимую комиссию по борьбе с коррупцией и Королевскую комиссию Вуда:
«Я вам все расскажу... Имею следующую судимость: Имею 31 судимость за занятие проституцией. У меня есть заговор с целью обмануть судимость, который произошел вскоре после того, как я покинула нежную опеку Гарри Бейли в «Челмсфорде». Затем у меня было еще два судимости за марихуану. Судимость за героин, когда детективы Питер и Томич накачали меня в баре Лидо. У меня есть еще одно обвинение в «использовании», в котором были замешаны детективы Питер Джордж и Юнгблут. В обоих последних преступлениях полиции были выплачены значительные суммы денег, чтобы повлиять на результат... Работая проституткой, я регулярно выплачивала деньги членам отряда нравов в течение 10 лет. Я участвовала в ряде сделок, о которых я упоминал в своем заявлении и которые включали значительные выплаты членам отдела по борьбе с наркотиками и другим детективам, имеющим отношение к делам о наркотиках. Я считаю, что отдел по борьбе с наркотиками Нового Южного Уэльса и отряд вооруженных задержаний полностью коррумпированы и питаются той самой деятельностью, которую они должны остановить».
Хакстепп также обратилась к средствам массовой информации, дав обширные интервью, и заявив, что Роджерсон убил Ланфранки и украл 10 000 долларов, которые Ланфранки нёс, чтобы подкупить Роджерсона. Она также утверждала, что Недди Смит солгал следствию и был замешан в заговоре с Роджерсоном. Роджерсон настаивал на своей невиновности. В книге «Недди: жизнь и преступления Артура Стэнли Смита» Смит писал, что Ланфранчи «пытался подкупить Роджерсона. Я был тем человеком, который привёл Уоррена на эту роковую встречу. Было расследование, и обе стороны облили друг друга большим количеством дерьма. Я был прямо посреди всего этого. Я ничего не мог сделать, чтобы вернуть Уоррена к жизни, поэтому я сделал все, что мог. Я знаю, что семья Уоррена сильно пострадала, но я ничего не могу с этим поделать. Далее он утверждает, что в результате его показаний на дознании Роджерсон и другие коррумпированные полицейские дали ему „зеленый свет“ на совершение преступления, не опасаясь судебного преследования.
Хакстепп продолжала делать заявления в СМИ. О её жизни был снят документальный фильм, впоследствии она начала писать статьи для ежемесячного журнала, всё ещё будучи зависимой от героина. В 1985 году её партнёр Дэвид Келлехер был арестован по обвинению в ввозе героина на сумму более 2 миллионов долларов. Когда Келлехер был заключён под стражу, Хакстепп начала отношения с офицером федеральной полиции, констеблем Питером Паркером Смитом. Хакстепп регулярно навещала Келлехера в тюрьме, говоря ему, что она пыталась получить информацию от констебля Смита, которая может быть полезна на суде. В «Поймай и убей своего» Недди Смит утверждает, что Хакстепп пытался помочь Келлехеру, делая магнитофонные записи ее разговоров с констеблем Смитом.

## Убийство и расследование
Вечером 6 февраля 1986 года Хакстепп позвонили в её квартиру в Эджклиффе. Она выбежала, сказав своей знакомой Гвен Бикрофт, у которой она остановилась, что скоро вернётся. На следующее утро мужчина, выгуливающий свою собаку, нашел её тело в пруду Басби, в парке Сентенниал.
Убийство Хакстепп привело к одному из самых продолжительных расследований такого рода в Австралии. Он начался в 1987 году и продлился до 1991 года, хотя за это время он длился всего 19 дней. В ходе расследования утверждалось, что Хакстепп пошла на встречу с неизвестным торговцем наркотиками, чтобы получить свежую партию героина, а затем была заманена в пруд Басби, находящийся в отдалённом районе парка. Затем её задушили и утопили. Питер Смит, федеральный полицейский, с которым у нее был роман, рассказал, что она сказала ему, что боится, что Недди Смит и Роджер Роджерсон или Дэвид Келлехер (который в то время находился в тюрьме) могут попытаться убить её. Позже он сказал Административному апелляционному трибуналу, что смерть Хакстеппа была «травматическим событием для (него)». Коронер обнаружил, что доказательств недостаточно для вынесения обвинения, и пришел к выводу, что Хакстепп была убита неизвестным лицом или лицами.
До расследования Недди Смита четыре раза допрашивали четыре отдельные группы детективов. Он утверждает, что был дома со своей женой в ночь убийства Хакстеппа. Однако было тайно записано его признание сокамернику в исправительном центре Лонг-Бей. Было записано, что он сказал, что напал на Хакстепп сзади, ударил ее кулаком, схватил за горло, поднял с земли, а затем душил около шести минут. Затем Смит заявил, что затащил ее в пруд и встал ей на спину, чтобы держать ее голову под водой еще несколько минут. Также было записано, что он сказал: «Задушить кого-то — самая трудная вещь в мире … (но) самое приятное, что я когда-либо делал в своей жизни».
Позже Смит отверг своё признание как ложь, заявив, что знал, что его записывают на пленку, и хотел, чтобы его новая книга «Поймай и убей своих». Он также якобы признался своему издателю. Впоследствии в сентябре 1996 года Смиту было предъявлено обвинение в убийстве Хакстепп, и он предстал перед судом, но был оправдан в 1999 году. В интервью писателю Джону Дейлу Смит заявил, что Хакстепп была убита, потому что она продолжала «доставать Роджера, звонить ему и оставлять сообщения о том, что он был собакой». Причина, по которой они не похоронили её и не избавились от тела, заключалась в том, что Роджер хотел оставить её плавающей в пруду в качестве сообщения. Парень, убивший Хакстепп, никогда не арестовывался и не сидел в тюрьме».
У Салли-Энн Хакстепп осталась дочь Саша Хакстепп, родившаяся в 1973 году, актриса и агент по кастингу в Сиднее. В 1995 году она исполнила второстепенную роль в австралийском мини-сериале «Голубое убийство», в котором фигурировал персонаж (сыгранный Лоэн Кармен), основанный на её матери.

## В поп-культуре
Хакстепп вдохновила сиднейскую группу Spy vs. Spy.
В эпизоде документального сериала «Расследование преступлений в Австралии» показано её убийство.
В австралийском телевизионном мини-сериале 1995 года «Голубое убийство» рассказывается история убийства Хакстепп.